# Francisco Javier Ramírez Acuña
Francisco Javier Ramírez Acuña, né le 22 avril 1952 au Jamay, est un homme politique mexicain.
De 2006 à 2008, il est secrétaire à l'Intérieur.